# Paul-Gustave Herbinger
Paul-Gustave Herbinger (Strasburgo, 7 dicembre 1839 – Parigi, 26 maggio 1886) è stato un militare francese. È noto soprattutto per il suo ruolo nella ritirata da Lạng Sơn, durante la guerra franco-cinese.

## Biografia
Paul-Gustave Herbinger era figlio di Paul Herbinger, comandante di battaglione del 20º Régiment d'Infanterie légère, e di Octavie Bertrand. Le Figaro pubblicò una genealogia che dimostrava che Paul-Gustave Herbinger era un discendente diretto di uno dei fratelli di Giovanna d'Arco, e questa informazione fu ripresa da diversi giornali. Il 1º ottobre 1861 Herbinger fu promosso sottotenente e fu assegnato al 95º Régiment d'Infanterie de Ligne, con il quale partecipò all'intervento francese in Messico dall'agosto 1862 al maggio 1867. Fu promosso tenente il 12 aprile 1865 e capitano il 7 agosto 1869.
Durante la guerra franco-prussiana, il 14 agosto 1870 fu nominato capitano aiutante maggiore. Fu fatto prigioniero durante l'assedio di Metz e fu rilasciato solo nell'aprile 1871, dopo la fine della guerra. Tornato a Parigi, combatté contro i comunardi e fu ferito alla testa. Fu promosso chef de bataiilon il 4 maggio 1876. Herbinger ebbe in seguito una carriera controversa.
Il 10 febbraio 1878 divenne professore di tattica militare all'accademia militare di Saint-Cyr, e, 3 marzo 1880, comandante del 26º Bataiilon de Chasseurs à pied. Si guadagnò in questo periodo la reputazione di "testa calda". Il 24 marzo 1885 Herbinger partecipò alla battaglia di Bang Bo. Fu quindi comandante ad interim della 2ª Brigata del Corpo di spedizione del Tonchino e decise la controversa ritirata da Lạng Sơn. Herbinger inviò da Lạng Sơn dei cablogrammi allarmistici a Louis Brière de l'Isle che, senza preoccuparsi di vagliare le informazioni fuorvianti contenute nei messaggi, concluse molto frettolosamente che il delta del fiume Rosso fosse in pericolo e quindi inviò, la sera del 28 marzo 1885, un telegramma pessimistico al governo francese. Questo fatto fu la causa scatenante della fine della campagna del Tonchino e pose fine anche alla carriera politica di Jules Ferry.
Herbinger morì il 26 maggio 1886 e fu sepolto nel cimitero di Montparnasse. Sulla tomba si trova un suo busto opera di Antoine Étex.